# Projeto de Lei 2630/2020
O Projeto de Lei 2630/2020, também conhecido como PL das Fake News, por seus apoiadores e como PL da Censura, por seu opositores, foi um projeto de lei do Congresso Nacional do Brasil que visava instituir a "Lei Brasileira de Liberdade, Responsabilidade e Transparência na Internet", cujo objetivo era regulamentar e fiscalizar as atividades das plataformas digitais, especialmente daquelas controladas por grupos empresariais multinacionais do setor das tecnologias da informação, conhecidos como big techs. A discussão sobre a regulamentação ganhou destaque após as ações violentas em escolas brasileiras e pelos ataques de 8 de janeiro em Brasília.
O projeto foi originalmente proposto pelo senador Alessandro Vieira (MDB-SE) em 13 de maio de 2020 com o intuito de estabelecer diretrizes e mecanismos de transparência de redes sociais e de serviços de mensagens privadas através da internet, a fim de desestimular o abuso e a manipulação com potencial de dar causa a danos individuais ou coletivos. Entre as principais ações propostas pelo PL estão a obrigatoriedade na produção de relatórios de transparência, a implementação de mecanismos de proteção a crianças e adolescentes, assim como a intensificação do combate à desinformação. Após aprovação pelo Senado Federal em 2020, o projeto passou a tramitar na Câmara dos Deputados, onde teve o escopo ampliado. Em 25 de abril de 2023 a Câmara aprovou urgência da tramitação do PL por 238 votos a 192, gerando reações da oposição. Em 9 de abril de 2024, o projeto foi arquivado pelo presidente da Câmara, Arthur Lira.
A proposta atribui responsabilidade às empresas que permitem, de maneira desenfreada, o impulsionamento de conteúdo inadequados e o uso de robôs, reforçando, ainda, a necessidade de cumprimento de decisões judiciais que determinam a remoção de conteúdos ilícitos em até 24 horas. Entre as razões que motivam a proposta, inclui-se a necessidade de responsabilização jurídica das empresas de tecnologia perante casos que envolvem a disseminação de discurso de ódio, a divulgação sem controle de notícias falsas pelos usuários, além da apologia a crimes como nazismo, racismo e pedofilia. Além disso, o projeto busca fortalecer a proteção aos direitos autorais, uma vez que cria novas regras para remuneração de conteúdo restrito, como músicas e vídeos. As novas regras não se aplicariam a empresas cujas atividades se relacionem com comércio eletrônico, reuniões fechadas por vídeo ou voz, enciclopédias online sem fins lucrativos, repositórios científicos e educativos e plataformas de desenvolvimento e compartilhamento de software de código aberto.
O projeto foi tema de controvérsia desde sua apresentação. Defensores ressaltam a sua importância no combate à desinformação e a proteção de direitos humanos no ambiente online. Apoiadores notórios da regulamentação incluem o Ministro do STF Alexandre de Moraes e o Governo Lula. Críticos questionam a eficácia no combate à desinformação e apontam riscos à privacidade e à liberdade de expressão online e o fato não especificar qual órgão será responsável por fiscalizar a aplicação da lei e, eventualmente, punir as empresas, e incluem entidades de defesa dos direitos humanos como a Human Rights Watch, empresas de tecnologias como a Google, Meta e Yahoo!, além de opositores políticos, dentre eles aqueles ligados ao ex-presidente Jair Bolsonaro. Outro ponto de disputa desde a concepção do projeto foi a extensão da imunidade parlamentar para as redes sociais.

## Antecedentes e tramitação
O uso de plataformas sociais para a difusão de notícias falsas tem sido uma problemática relevante nos países democráticos e tem se configurado como estratégia política ligada à extrema-direita. As fake news foram capazes de influenciar o debate político em países como Estados Unidos e Brasil. As estratégias de desinformação foram creditadas como influenciadoras na eleição de Donald Trump na eleição presidencial nos Estados Unidos em 2016, além de apontadas como fator determinante na eleição de Jair Bolsonaro nas eleições presidenciais brasileiras de 2018. Tal conjuntura forçou as autoridades a discutirem formas de amenizar o impacto dessa estratégia no debate político, que passaram a discutir soluções e meios para regulação das plataformas digitais a fim de dirimir o impacto dos grupos que encabeçam a difusão de conteúdos falsos, que foram chamados de milícias digitais.
A desinformação notabilizou-se, também, como marco negativo durante a pandemia de COVID-19, contexto em que grupos utilizaram as redes sociais para distorcer fatos em prol do negacionismo, promovendo medo e atrapalhando as estratégias de combate ao SARS-CoV-2. Os grupos promoveram desinformação sobre as vacinas e desincentivaram o uso de máscaras e o isolamento social. As plataformas também são palco de disseminação de conteúdos relacionados ao terrorismo.

### Propositura e escopo
O projeto de lei nº 2.630/2020, de iniciativa do senador Alessandro Vieira, visa criar medidas de prevenção, combate e responsabilização pela disseminação de notícias falsas nas plataformas digitais. O PL estabeleceria novas regras para a moderação de conteúdo pelas mídias sociais, que deveriam agir para prevenir e mitigar práticas ilícitas no âmbito de seus serviços" sob pena de elevadas multas. O PL 2630 se inspira especialmente na Lei de Serviços Digitais ("DSA" na sigla em inglês), aprovada pela União Europeia em 2023.
O projeto responsabilizaria civilmente as plataformas digitais pela circulação de conteúdos que se enquadrem nos seguintes crimes já legalmente tipificados no Brasil: crimes contra o Estado Democrático de Direito; atos de terrorismo e preparatórios de terrorismo; crime de induzimento, instigação ou auxílio a suicídio ou automutilação, crimes contra crianças e adolescentes e de incitação à prática de crimes contra crianças e adolescentes; racismo; violência contra a mulher; e infração sanitária, por deixar de executar, dificultar ou opor-se à execução de medidas sanitárias quando sob situação de emergência em saúde pública de importância nacional. O projeto também restringiria a criação de contas falsas "criadas ou usadas com o propósito de assumir ou simular identidade de terceiros para enganar o público, ou explorar o serviço de maneira automatizada".

### Controvérsias
O projeto estenderia a imunidade parlamentar para as mídias sociais. Segundo o presidente da Câmara dos Deputados, Arthur Lira (PP-AL) o projeto dificilmente seria aprovado sem essas garantias. O projeto foi tema de controvérsia desde sua apresentação, principalmente em relação a sua eficácia em combater a disseminação de notícias falsas e a seu possível impacto na liberdade de expressão e privacidade dos usuários da internet. Aprovado pelo Senado Federal em 30 de junho de 2020, o projeto seguiu para análise da Câmara dos Deputados, onde está sob a relatoria do deputado Orlando Silva (PCdoB-SP).
Um ponto de polêmica no projeto, a extensão da imunidade parlamentar ao meio digital foi criticada por dificultar o combate à desinformação nas redes sociais. Segundo especialistas, há evidências de envolvimento de parlamentares na difusão de desinformação, e, com a aprovação do PL, pode-se formar uma situação de impunidade em que os parlamentares podem escrever qualquer coisa nas redes sociais, permitindo a formação de "gabinetes do ódio". Segundo Ronaldo Lemos, diretor do Instituto de Tecnologia e Sociedade do Rio de Janeiro, "é muito perturbador porque aumenta o poder de quem está no poder e diminui o de quem é tutelado."

### Arquivamento
O projeto foi arquivado pelo Presidente da Câmara dos Deputados, Arthur Lira, em 9 de abril de 2024. Lira falou que o projeto está "fadado a não ir a canto nenhum".

## Recepção

### Apoiadores
Os defensores do projeto de lei defendem que as novas ferramentas estabelecidas pela legislação aprimoraria o combate à desinformação, ao discurso de ódio e a outros conteúdos criminosos no ambiente digital, que se configura como um espaço essencial para debate público e participação política. Os apoiadores sustentam, ainda que a concentração de poder econômico e político das plataformas digitais e seu uso em campanhas de desinformação têm causado preocupação em todo o mundo, contexto que enseja novas regras para proteger os direitos humanos na internet, mitigando, assim, a concentração de poder e a degradação do espaço público.
Os apoiadores do projeto afirmam, também, que este vem sendo debatido há mais de três anos, uma vez que, considerando apenas os debates realizados no âmbito do Grupo de Trabalho: Aperfeiçoamento da Legislação Brasileira sobre Internet (GT-NET) criado pela Câmara dos Deputados para debater o projeto e as respectivas críticas. O grupo realizou 27 reuniões técnicas, incluindo quinze audiências públicas que ouviram mais de 150 especialistas de diversos setores e áreas. Até 8 de maio, 38 organizações assinaram a carta aberta em apoio ao projeto, publicada pela Coalizão Direitos na Rede, rede de entidades que reúne mais de 50 organizações acadêmicas e da sociedade civil em defesa dos direitos digitais. Veículos de imprensa independente e advogados também apoiam o projeto.
Na interpretação do jurista Ricardo Campos, professor na Universidade Goethe (Frankfurt) e diretor do LGPD (Legal Grounds for Privacy Design) – instituto de proteção de dados – as big techs não estão preocupadas com liberdade de expressão, mas com os novos custos e limitações. Na interpretação do NetLab, a motivação das big techs é o dinheiro.
Ao sair em defesa do PL das Fake News, Luís Roberto Barroso, ministro do Supremo Tribunal Federal (STF), declarou que a aprovação do projeto é "absolutamente inevitável" e que esta "não deve ser vista como censura". Barroso destacou que "é preciso apontar o dedo para as pessoas que difundem a mentira deliberada quando ela seja perigosa. "[...] As sociedades civilizadas precisam se proteger contra esse tipo de comportamento" e salientou, ainda, que a internet democratizou o acesso à informação e ao conhecimento, mas que há um subproduto negativo, que é a expansão da desinformação e dos discursos de ódio, além de teorias conspiratórias e ações em prol da destruição de reputações.
Alexandre de Moraes, também ministro do STF, declarou que "Nós precisamos regulamentar isso, venho conversando muito com presidente do Senado, da Câmara. Se não houver uma autoregulação e uma regulamentação por determinados modelos a serem seguidos, nós vamos ver a continuidade dessa instrumentalização pelas redes para incentivar ataques a escolas". Ao defender a regulamentação, ele destacou que o aumento no número de suicídios e depressão em crianças e adolescentes está relacionado à falta de regulação das redes.
O governo do presidente Luiz Inácio Lula da Silva tem como bandeira a regulamentação das mídias sociais e defende que as empresas de tecnologia que administram as redes sociais devem ser responsabilizadas pela divulgação de conteúdos que desrespeitem as leis ou que encorajem essa violação. Ao ser questionado sobre o assunto, Flávio Dino, ministro da Justiça, declarou que as big techs faltaram com a responsabilidade no que tange à propagação de convocações para os atos atentatórios ao Estado de Direito do dia 8 de janeiro de 2023. Ele destacou, ainda, que existem meios tecnológicos para tal, mas que as empresas não quiseram utiliza-los.

### Oposição política
A  oposição faz pressão contrária à própria ideia de regulamentação, retratando-a como tentativa de implantação de censura, referindo-se ao projeto como "PL da Censura". A oposição mais ferrenha vem de bolsonaristas. Segundo pesquisa do Laboratório de Estudos de Internet e Mídias Sociais (NetLab) da Universidade Federal do Rio de Janeiro (UFRJ), o bolsonarismo pensou, organizou e orquestrou a campanha de boicote ao PL nas redes, onde a extrema direita domina o debate. "Eles não estão entrando de verdade na discussão, eles estão criticando conceitualmente a ideia de se regulamentar e não o que está se regulamentando", avalia Rose Marie Santini, doutora em Ciência da Informação pela Universidade Federal do Rio de Janeiro (UFRJ) e pós-doutora pela Universidade Autônoma de Barcelona, na Espanha. Segundo ela, o Twitter se destaca. “Com essa nova versão Elon Musk, o Twitter está privilegiando bastante esse tipo de narrativa e perfis da extrema-direita”.
No Twitter o bolsonarismo domina a discussão sobre o PL, uma vez que a regulamentação das plataformas é atacada por 70% dos perfis, dos quais 32% foram identificados com bots. As postagens da plataforma apontam, sem apresentar fontes confiáveis, George Soros e a Open Society Foundations como os principais articuladores da "censura da internet" no Brasil e no mundo. Soros, bilionário investidor financeiro, é retratado como "chefe do comunismo". O PL é atacado, ainda, nas redes sociais WhatsApp, Telegram, YouTube, TikTok e Facebook. Rose aponta como "fundamentais" as publicações de sites de desinformação, como o Jornal da Cidade Online e Revista Oeste, e veículos hiper partidários, como Jovem Pan e Gazeta do Povo: "são a fonte paralela da extrema direita".
Estudo do NetLab aponta que "parlamentares da extrema direita como Flávio Bolsonaro, Eduardo Bolsonaro, Carla Zambelli, Gustavo Gayer e Mário Frias e influenciadores como Leandro Ruschel, Elisa Brom e Kim Paim se destacam como principais porta-vozes da campanha contra o PL 2630 nas diferentes plataformas". O senador Sérgio Moro e o Partido Novo também se destacam. De acordo com o estudo, o sítio eletrônico "Boletim da Liberdade", articulador da campanha contrária ao projeto de lei, "está sendo intensamente compartilhado nas redes sociais" e mantém a campanha “PL da censura”. O sítio é atualmente mantido por ex-deputado federal do Partido Novo. A pesquisa identificou, ainda, a veiculação de teorias conspiratórias que apontam para uma suposta "implementação da desgraça" que funcionaria para dominar o povo através do medo.
Em 2 de maio, líderes religiosos, especialmente evangélicos, protestaram em Brasília pela aprovação do projeto, divergindo da Frente Parlamentar Evangélica. Esta endossou a narrativa de Deltan Dallagnol que atribui ao PL suposta censura a trechos da Bíblia. O Projeto Comprova avaliou tal narrativa como enganosa. Em manifestação promovida pelo movimento cívico Avaaz, foram colocadas 35 mochilas em frente ao Congresso Nacional para homenagear as 35 crianças vítimas de massacres escolares no Brasil desde 2002. A Avaaz, que tem mais de 69 milhões de membros no mundo, argumenta que o PL traria mais "honestidade, transparência e responsabilidade" nas redes sociais.

### Posição de entidades de tecnologia
Em 25 de junho de 2020, grandes empresas de tecnologia, entidades civis em defesa dos direitos humanos e da privacidade on-line, estudiosos, associações nacionais do setor de tecnologia e agências de checagem de notícias publicaram nota contrária ao texto então em debate no Senado Federal, afirmando que ameaçaria privacidade, liberdade de expressão e segurança de cidadãos brasileiros. O Instituto de Tecnologia e Sociedade (ITS Rio), a Human Rights Watch e a Associação Brasileira das Empresas de Software (ABES) estavam entre os signatários.
O IAB Brasil, que representa as agências de publicidade, publicou nota de "firme preocupação" com o debate e o texto do projeto. A nota reivindica mais ciclos de debate e alega que as empresas foram "pouco ouvidas" e não seria possível debater os temas "às pressas". O projeto também sofre pressão contrária das big techs (gigantes transnacionais de tecnologia) como Alphabet (dona de Google e YouTube);  Meta (dona de Facebook, Instagram e WhatsApp); Twitter; e TikTok, e empresas de tecnologia como Mercado Livre, Yahoo!, Trivago, QuintoAndar e extra.com. Em 25 de abril de 2023, o YouTube publicou carta pública argumentando que o PL poderia impactar criadores da plataforma.

### Ações publicitárias de empresas de tecnologia e denúncias de abuso de poder econômico
Com o avançar do projeto, algumas empresas de tecnologia, especialmente as chamadas big techs, iniciaram uma campanha publicitária em oposição à medida, utilizando seus próprios mecanismo de busca e anúncio para induzir percepções negativas sobre a proposta, configurando, segundo a avaliação de juristas e pesquisadores, uma forma de abuso de poder econômico e violação dos termos de transparência exigidos de ações publicitárias.
Às vésperas da votação do projeto na Câmara dos Deputados, Google, Meta, Spotify e Brasil Paralelo veicularam anúncios contrários ao projeto. De acordo com relatório de pesquisadores do NetLab, a Google apresentou resultados de busca enviesados para usuários que pesquisavam por termos relacionados ao projeto de lei. O NetLab apontou ainda que o Facebook teria publicado anúncios da Google de ataque à proposta sem sinalizá-los como sensíveis, categoria definida pela Meta para propaganda de temas políticos. Na interpretação do ministro Alexandre de Moraes do Supremo Tribunal Federal (STF), o NetLab apontava que "Google, Meta, Spotify e Brasil Paralelo anunciam e veiculam anúncios contra o PL 2630 (PL das Fake News) de forma opaca e burlando seus próprios termos de uso".

#### Alphabet Inc. (Google, Youtube)
Em 1º de maio, a Google passou a exibir em sua página inicial uma ligação para artigo da própria empresa com críticas ao projeto. No mesmo dia, com base no estudo do NetLab, o Ministério Público Federal (MPF), expediu ofício à Google solicitando informações sobre alegada alteração dos resultados de buscas e anúncios, impulsionando aqueles contrários ao PL. O MPF, embora tenha considerado legítima a oposição ao projeto, alertou para a possível caracterização de abuso de poder econômico. A Secretaria Nacional do Consumidor (órgão do MJSP) acusou de propaganda enganosa a gigante de tecnologia e fixou multa de R$ 1 milhão por hora, caso ela não ajustasse o conteúdo. Em 2 de maio, o governo impôs medida cautelar determinando que a Google sinalizasse seu posicionamento contrário ao PL como publicidade, já que a plataforma se coloca como empresa de tecnologia e não de comunicação. Determinou ainda necessidade de "contrapropaganda", mostrando a opinião dos que defendem o PL, conforme determina o Código de Defesa do Consumidor.
Segundo apuração da Agência Pública, o Google gastou mais de R$470 mil para impulsionar anúncios contra o Projeto de Leis em redes sociais como o Facebook e Instagram, entre 30 de abril e 6 de maio. Na véspera da votação de 2 de maio, a empresa gastou mais de R$200 mil na divulgação de apenas um vídeo de 15 segundos que atribuia ao projeto a possibilidade de piorar a situação da desinformação no país.

#### Telegram
Em 9 de maio, o Telegram enviou mensagens aos seus usuários dizendo que o Projeto de Lei irá acabar com a liberdade de expressão e que a democracia Brasileira está sob ataque. O ministro Paulo Pimenta chamou de "absurdo" a mensagem do Telegram e o relator do projeto de "jogo sujo" e fake news.

#### Spotify
A empresa de streaming de música e áudio também veiculou anúncios do Google contra o Projeto de Lei, na contramão de sua própria política expressa nos termos de uso, que afirma não permitir conteúdos pagos de natureza política. A empresa não possui nenhum mecanismo de transparência para os contratos publicitários que estabelece, tornando obscuro o valor e o alcance da campanha.

#### Respostas jurídicas
Diante da campanha, o judiciário brasileiro emitiu uma série de determinações sobre a conduta das empresas, exigindo a remoção dos anúncios e o esclarecimento dos dados e responsáveis. A abertura de inquéritos e comissões acerca da ação das plataformas também tem sido considerada. O ministro da Justiça e Segurança Pública afirmou ter acionado a Secretaria Nacional do Consumidor, órgão do ministério, para a análise das irregularidade das práticas das plataformas. Já o Ministério Público Federal fez questionamentos ao Google, demandando informações detalhadas sobre a manipulação dos mecanismos de busca para impulsar conteúdos contrários ao projeto, como também sobre os valores mobilizados para anúncios em outras redes sociais. O senador Randolfe Rodrigues afirmou solicitou a abertura de um inquérito no Conselho Administrativo de Defesa Econômica sobre a infração da ordem econômica por parte do Google.
Com base no estudo do NetLab, o ministro Alexandre de Moraes do STF determinou que a Polícia Federal colhesse depoimentos dos presidentes no Brasil das empresas Google, Meta, Spotify e Brasil Paralelo. Determinou ainda que em até um hora removessem "todos os anúncios, textos e informações veiculados, propagados e impulsionados a partir do blog oficial da Google com ataques ao PL 2630". A Google negou irregularidade mas removeu a ligação da a página inicial de seu buscador web.
A Procuradoria-Geral da República abriu um pedido para a instauração de um inquérito das ações do Google e Telegram e dirigentes envolvidos, motivada pela notícia-crime enviada pelo presidente da Câmara, que sinaliza a "contundente e abusiva ação" das plataformas, configurando uma forma de desinformação, manipulação, e violação das instituições democráticas, como também dos direitos do consumidor e leis econômicas.
Em 31 de janeiro de 2024, a Polícia Federal do Brasil concluiu uma investigação que alega que a atuação do Google e do Telegram contra o PL 2630 configurou "abuso de poder econômico, manipulação de informações e possíveis violações contra a ordem consumerista". As investigações foram solicitadas pela Procuradoria-Geral da República (PGR) e pelo presidente da Câmara dos Deputados, Arthur Lira (PP-AL), por meio de uma notícia-crime, que acusava as duas empresas de conduzirem uma ação "contundente e abusiva" contra a aprovação do projeto. Em um relatório entregue ao STF, a Polícia Federal afirmou que tanto o Google quanto o Telegram "adotaram estratégias impactantes e questionáveis contrárias à aprovação" do projeto.

## Votações no Senado Federal
Havia 79  senadores presentes na 62ª Sessão Deliberativa Remota que ocorreu em 30 de junho de 2020, dentre das votações, houve 44 votos pelo "sim", 32 votos pelo "não", 2 abstenções e 2 ausências". Abaixo é possível ver o voto de cada senador.
| N.º | Senador, Partido e UF             | Voto                                              |
| --- | --------------------------------- | ------------------------------------------------- |
| 1   | Alessandro V. - CIDADANIA/ SE     | SIM                                               |
| 2   | Eliziane Gama - CIDADANIA/MA      | SIM                                               |
| 3   | Jorge Kajuru - CIDADANIA/GO       | NÃO                                               |
| 4   | Chico Rodrigues - DEM/RR          | SIM                                               |
| 5   | Davi Alcolumbre - DEM/AP          | Presidente (art. 51 RISF)                         |
| 6   | Jayme Campos - DEM/MT             | SIM                                               |
| 7   | Marcos Rogério - DEM/RO           | SIM                                               |
| 8   | Maria do Carmo Alves - DEM/SE     | SIM                                               |
| 9   | Rodrigo Pacheco - DEM/MG          | SIM                                               |
| 10  | Confúcio Moura - MDB/RO           | SIM                                               |
| 11  | Dário Berger - MDB/SC             | SIM                                               |
| 12  | Eduardo Braga - MDB/AM            | SIM                                               |
| 13  | Eduardo Gomes - MDB/TO            | NÃO                                               |
| 14  | Fernando Bezerra C. - MDB/PE      | NÃO                                               |
| 15  | Jader Barbalho - MDB/PA           | SIM                                               |
| 16  | Jarbas Vasconcelos - MDB/PE       | SIM                                               |
| 17  | José Maranhão - MDB/PB            | SIM                                               |
| 18  | Luiz Carlos do C. - MDB/GO        | NÃO                                               |
| 19  | Marcelo Castro - MDB/PI           | SIM                                               |
| 20  | Marcio Bittar - MDB/AC            | NÃO                                               |
| 21  | Renan Calheiros - MDB/AL          | ABSTENÇÃO                                         |
| 22  | Simone Tebet - MDB/MS             | SIM                                               |
| 23  | Acir Gurgacz - PDT/RO             | SIM                                               |
| 24  | Cid Gomes - PDT/CE                | SIM                                               |
| 25  | Weverton - PDT/MA                 | SIM                                               |
| 26  | Jorginho Mello - PL/SC            | NÃO                                               |
| 27  | Wellington Fagundes - PL/MT       | SIM                                               |
| 28  | Alvaro Dias - PODE/PR             | NÃO                                               |
| 29  | Eduardo Girão - PODE/CE           | NÃO                                               |
| 30  | Elmano Férrer - PODE/PI           | NÃO                                               |
| 31  | Lasier Martins - PODE/RS          | NÃO                                               |
| 32  | Marcos do Val - PODE/ES           | NÃO                                               |
| 33  | Oriovisto Guimarães - PODE/PR     | NÃO                                               |
| 34  | Reguffe - PODE/DF                 | NÃO                                               |
| 35  | Romário - PODE/RJ                 | NÃO                                               |
| 36  | Rose de Freitas - PODE/ES         | SIM                                               |
| 37  | Styvenson Valentim - PODE/RN      | NÃO                                               |
| 38  | Ciro Nogueira - PP/PI             | SIM                                               |
| 39  | Daniella Ribeiro - PP/PB          | SIM                                               |
| 40  | Esperidião Amin - PP/SC           | NÃO                                               |
| 41  | Kátia Abreu - PP/TO               | SIM                                               |
| 42  | Luis Carlos Heinze - PP/RS        | NÃO                                               |
| 43  | Mailza Gomes - PP/AC              | NÃO                                               |
| 44  | Fernando Collor - PROS/AL         | NÃO                                               |
| 45  | Telmário Mota - PROS/RR           | SIM                                               |
| 46  | Zenaide Maia - PROS/RN            | NÃO                                               |
| 47  | Leila Barros - PSB/DF             | NÃO                                               |
| 48  | Veneziano Vital do R. - PSB/PB    | SIM                                               |
| 49  | Zequinha Marinho - PSC/PA         | NÃO                                               |
| 50  | Angelo Coronel - PSD/BA           | SIM                                               |
| 51  | Antonio Anastasia - PSD/MG        | SIM                                               |
| 52  | Arolde de Oliveira - PSD/RJ       | NÃO                                               |
| 53  | Carlos Fávaro - PSD/MT            | SIM                                               |
| 54  | Carlos Viana - PSD/MG             | NÃO                                               |
| 55  | Irajá Abreu - PSD/TO              | SIM                                               |
| 56  | Lucas Barreto - PSD/AP            | SIM                                               |
| 57  | Nelsinho Trad - PSD/MS            | SIM                                               |
| 58  | Omar Aziz - PSD/AM                | SIM                                               |
| 59  | Otto Alencar - PSD/BA             | SIM                                               |
| 60  | Sérgio Petecão - PSD/AC           | SIM                                               |
| 61  | Vanderlan Cardoso - PSD/GO        | NÃO                                               |
| 62  | Izalci Lucas - PSDB/DF            | NÃO                                               |
| 63  | José Serra - PSDB/SP              | ABSTENÇÃO                                         |
| 64  | Mara Gabrilli - PSDB/SP           | art. 43, I - Licença saúde (AUSÊNCIA)             |
| 65  | Plínio Valério - PSDB/AM          | NÃO                                               |
| 66  | Roberto Rocha - PSDB/MA           | NÃO                                               |
| 67  | Rodrigo Cunha - PSDB/AL           | NÃO                                               |
| 68  | Tasso Jereissati - PSDB/CE        | SIM                                               |
| 69  | Major Olímpio - PSL/SP            | NÃO                                               |
| 70  | Soraya Thronicke - PSL/MS         | NÃO                                               |
| 71  | Humberto Costa - PT/PE            | SIM                                               |
| 72  | Jaques Wagner - PT/BA             | SIM                                               |
| 73  | Jean-Paul Prates - PT/RN          | SIM                                               |
| 74  | Paulo Paim - PT/RS                | SIM                                               |
| 75  | Paulo Rocha - PT/PA               | SIM                                               |
| 76  | Rogério Carvalho - PT/SE          | SIM                                               |
| 77  | Fabiano Contarato - REDE/ES       | SIM                                               |
| 78  | Flávio Arns - REDE/PR             | art. 13, caput - Atividade parlamentar (AUSÊNCIA) |
| 79  | Randolfe Rodrigues - REDE/AP      | SIM                                               |
| 80  | Mecias de Jesus - REPUBLICANOS/RR | SIM                                               |
| 81  | Flávio Bolsonaro - Sem partido/RJ | NÃO                                               |

## Votações na Câmara dos Deputados
A votação do projeto de lei na Câmara dos Deputados, programada para 2 de maio de 2023, foi adiada pelo presidente Arthur Lira devido à incerteza se havia votos suficientes para a aprovação e a pedido de deputados para maior tempo de análise.

### Como cada partido declarou o voto
[carece de fontes?]
| Partido        | Voto         | Quantidade de Deputados |
| -------------- | ------------ | ----------------------- |
| PL             | NÃO          | 99                      |
| FE Brasil      | SIM          | 81                      |
| UNIÃO          | INDEPENDENTE | 59                      |
| PP             | INDEPENDENTE | 49                      |
| MDB            | INDEPENDENTE | 42                      |
| PSD            | INDEPENDENTE | 42                      |
| REPUBLICANOS   | NÃO          | 42                      |
| PDT            | SIM          | 18                      |
| PSDB-CIDADANIA | NÃO          | 18                      |
| PSB            | SIM          | 14                      |
| PSOL-REDE      | SIM          | 14                      |
| PODE           | NÃO          | 12                      |
| AVANTE         | INDEPENDENTE | 7                       |
| SOLIDARIEDADE  | INDEPENDENTE | 4                       |
| PSC            | NÃO          | 4                       |
| PATRIOTA       | INDEPENDENTE | 4                       |
| NOVO           | NÃO          | 3                       |